# Xe tăng siêu nhẹ T-23
T-23 là nguyên mẫu xe tăng siêu nhẹ đầu tiên được Liên Xô phát triển trong thời kỳ giữa các cuộc chiến tranh. Chỉ có 5 chiếc được sản xuất.

## Lịch sử thiết kế

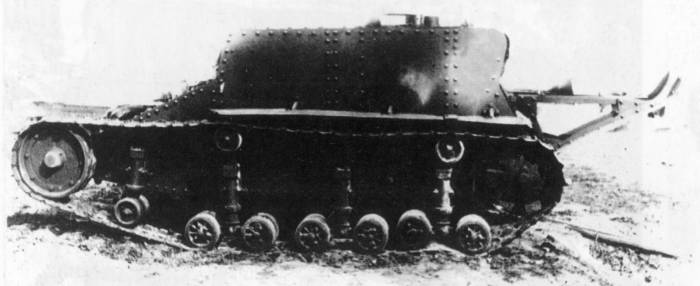
Hình ảnh bên hông T-23 cho thấy phần đuôi xe.

Quá trình phát triển T-23 bắt đầu vào năm 1929. Hồng quân, bây giờ với kinh nghiệm từ tăng T-17 trước đó, bắt đầu phát triển T-23. Dự án đưa ra thiết kế có 2 thành viên kíp lái (ngồi trong một hàng) với một súng máy DT 7,62 mm làm vũ khí trang bị chính. Giáp được làm bằng sắt có đinh tán và dày tới 10 mm ở phía trước và hai bên của xe. Xe cũng được trang bị phần đuôi tương tự như xe tăng T-18.
Nhiều đặc điểm thiết kế ban đầu của xe tăng đã được thay đổi trong quá trình phát triển. Ban đầu, T-23 được trang bị động cơ 4 xi-lanh 35 mã lực giống như xe tăng hạng nhẹ T-18 nhưng cuối cùng nó đã được thay đổi thành phiên bản 60 mã lực lớn hơn để cho phép xe đạt tốc độ lên tới 40 km / h. Chiều dài của xe tăng cũng tăng gần 30 cm so với thông số kỹ thuật ban đầu.

## Quá trình sản xuất
T-23 không bao giờ vượt qua giai đoạn nguyên mẫu. Những thay đổi về thiết kế được áp dụng cho tăng đã khiến giá sản xuất ngang ngửa với chính xe tăng hạng nhẹ T-18, vốn có vũ khí trang bị mạnh hơn nhiều và tháp pháo xoay.  Chỉ có 5 mẫu được sản xuất trước khi dự án bị hủy bỏ để cấp phép cho xe tăng siêu nhẹ Carden Loyd từ Vương quốc Anh vào năm 1930. Thiết kế này sau đó được sửa đổi thành xe tăng T-27 và bắt đầu được sản xuất đầy đủ vào năm 1931.